# Закревський Дмитро Васильович
Закревський Дмитро Васильович (27 жовтня 1929 року — 14 травня 2006 року) — український гідрохімік, гідрогеолог, доктор географічних наук, завідувач науково-дослідної лабораторії гідроекології та гідрохімії Київського національного університету імені Тараса Шевченка.

## Біографія
Народився 27 жовтня 1929 року в селі Гусачівка Обухівського району Київської області. Закінчив 1954 року Київський університет зі спеціальності «геолог-гідрогеолог». У 1954—1964 роках працював в університеті інженером, завідувачем лабораторії спелеології, у 1969—1974 роках старшим науковим співробітником науково-дослідної лабораторії фізико-хімічних досліджень гірських порід геологічного факультету, у 1974—2000 роках завідувачем науково-дослідної лабораторії гідроекології та гідрохімії географічного факультету Київського університету (при кафедрі гідрології та гідрохімії), з 2001 провідний науковий співробітник. Кандидатська дисертація «Подземные воды Причерноморского артезианского бассейна на междуречье Южный Буг — Ингулец и некоторые вопросы их формирования» захищена у 1964 році, докторська дисертація «Гідрохімія осушуваних земель (в умовах північного заходу України)» захищена у 1992 році. Був членом редколегії наукового збірника «Гідрологія, гідрохімія і гідроекологія»

## Нагороди і відзнаки
Учасник Другої світової війни. Нагороджений медалями: «В пам'ять 1500-річчя Києва», «Ветеран праці».

## Наукові праці
Сфера наукових досліджень: питання трансформації хімічного складу природних вод суші в умовах техногенезу. Брав участь в експедиціях у Придністров'ї, Київському Придніпров'ї, Придніпровській височині, Причорноморській низовині (дослідження підземних вод), Шацьких озерах, на річках — Стохід, Здвиж, Трубіж, Хорол, Південний Буг. Автор понад 150 наукових праць. Основні праці:
1. (рос.) Мелиоративно-гидрогеологическое картирование на примере крупных орошаемых массивов юга УССР. — К., 1967 (у співавторстві).
2. (рос.) Гидрохимический атлас СССР. — М., 1990 (у співавторстві).
3. Гідрогеологія з основами інженерної геології. — К., 2003 (у співавторстві).